# Bolt Thrower
Bolt Thrower est un groupe de death metal britannique, originaire de Coventry, en Angleterre. Il est formé en 1986 et fait paraître son premier album studio au label Vinyl Solution en 1988. Il passe ensuite à un autre label, Earache Records, label qui connaîtra le succès du groupe.
Avant sa séparation en 2016, le groupe était en contrat avec le label Metal Blade Records. Bolt Thrower se forgera un son et une réputation malgré de fréquents changements de chanteur. Leurs textes traitent, exclusivement, de la guerre et sont largement inspirés (ainsi que leur iconographie) par les univers de fiction de Warhammer 40,000. Games Workshop les a d'ailleurs pendant un temps produits via une filiale Warhammer Records.

## Biographie

### Débuts (1986–1988)
Bolt Thrower est formé en septembre 1986 en tant que groupe de thrash/punk, largement influencé par des groupes tels que Slayer, Crass et Discharge. Le groupe est fondé par le bassiste Gavin Ward et le guitariste Barry Thomson dans un pub à Coventry lors d'un concert punk hardcore. Peu après sa formation, Andrew Whale et Alan West se joignent au groupe à la batterie et au chant, respectivement. En avril 1987, ce line-up enregistre la démo In Battle There Is No Law.
Leur seconde chanson démo s'intitule Concession of Pain, enregistré en septembre 1987. Gavin passe à la guitare, et le groupe recrute Alex Tweedy à la basse. Cependant, Alex ne s'est pas présenté à l'enregistrement, et, de ce fait, Gavin, joue de la guitare et de la basse pour la démo. Deux semaines après la session d'enregistrement, la copine de Gavin, Jo Bench, remplace Tweedy.
Avec ce line-up, ils enregistrent leur première session le 3 janvier 1988, avec John Peel, le disc-jockey de BBC Radio One. Ensemble, ils enregistrent quatre chansons qui les mèneront à un contrat au label Vinyl Solution pour y faire paraître un album. Juste avant l'enregistrement de leur premier album studio, ils remplacent leur chanteur par Karl Willetts. Leur premier LP, In Battle There Is No Law dure une demi-heure et présente une sonorité catégorisée grindcore.

### Popularité (1989–1994)
Le groupe n'est pas satisfait de leur contrat avec Vinyl Solution, du fait que le label soit purement référencé hardcore à cette époque. Le label fait la promotion de Bolt Thrower et de leur sonorité death metal et punk hardcore, et de ce fait, après le premier album Bolt Thrower, ils décident de quitter Vinyl Solution pour signer au label Earache Records. Earache Records est également en contrat avec d'autres groupes death metal comme Carcass et Napalm Death. Ils débutent plus tard l'enregistrement de leur troisième album studio avec Peel le 22 janvier 1990. Leur cinquième album, …For Victory, est commercialisé en 1994. Il s'agit du dernier album du groupe aux côtés de Karl Willetts et Andrew Whale. Les deux membres quittent le groupe à la suite de grands changements dans leur vie. Leur dernière tournée américaine ne se déroule pas comme prévu, et le groupe retourne tôt chez lui.

### Des changements àThose Once Loyal(1995-2015)
En 1995 et 1996, le groupe participe à deux tournées européennes. Puis, en 1997, Martin van Drunen décide de quitter à nouveau le groupe du fait qu'il ne se sentait pas à sa place parmi les membres de Bolt Thrower, entre autres. Plus tard, le groupe quitte Earache Records pour Metal Blade Records. Leur album intitulé Mercenary, présentant 9 chansons, est commercialisé le 8 septembre 1998 en Europe et le 10 novembre 1998 aux États-Unis. En novembre 1998, Earache Records fait paraître Who Dares Wins, un album présentant leurs anciennes chansons, dont celles présentées sur les EP Spearhead et Cenotaph ; cependant, le groupe refuse sa commercialisation.
En 2004, le groupe se focalise sur un nouvel album. Ils débutent l'enregistrement en mai 2004. Entretemps, ils préparent une tournée européenne et américaine. Malheureusement, juste avant que l'enregistrement ne débute, Dave Ingram décide de partir à la suite de problèmes de santé et personnels. L'enregistrement et les tournées prévues sont alors reportées dans le but pour le groupe de trouver un nouveau chanteur. Le 18 novembre 2004, le groupe annonce le retour de Karl Willetts. L'enregistrement de l'album, intitulé Those Once Loyal, débute en mai 2005 ; il est commercialisé le 11 novembre en Allemagne, le 14 novembre dans le reste de l'Europe, et le 15 novembre aux États-Unis. Il est très bien accueilli par des magazines tels que Rock Sound, Rock Hard et Metal Hammer. Une tournée européenne suit par la suite en janvier et en février 2006.
Estimant ne pas être en mesure de composer un successeur digne de ce nom à Those Once Loyal, Bolt Thrower se refuse à sortir un nouvel album. Le groupe effectue cependant dans les années qui suivent plusieurs tournées et jouent chaque année dans le cadre de festivals choisis avec parcimonie. Ils refusent par exemple de jouer au Wacken Open Air.

### Dissolution (2015–2016)
Le 14 septembre 2015, Martin « Kiddie » Kearns décède dans son sommeil à l'âge de trente huit ans après être tombé malade pendant une session de répétition. Après une année d'inactivité Bolt Thrower officialise sa séparation à l'occasion du premier anniversaire du décès de leur batteur.
En 2016, Karl Willet et l'ancien batteur de Bolt Thrower Andy Whale forment le groupe Memoriam avec Frank Healy (Benediction, Cerebral Fix) et Scott Fairfax (Cerebral Fix).

## Membres

### Derniers membres
- Barry « Baz » Thomson – guitare rythmique, guitare solo (1986-2016)
- Gavin Ward – guitare rythmique, guitare basse (en démo ; 1986-2016)
- Jo Bench – guitare basse (1987-2016)
- Karl Willetts – chant (1987–1994, 1997–1998, 2004-2016)

Bolt Thrower en 2013
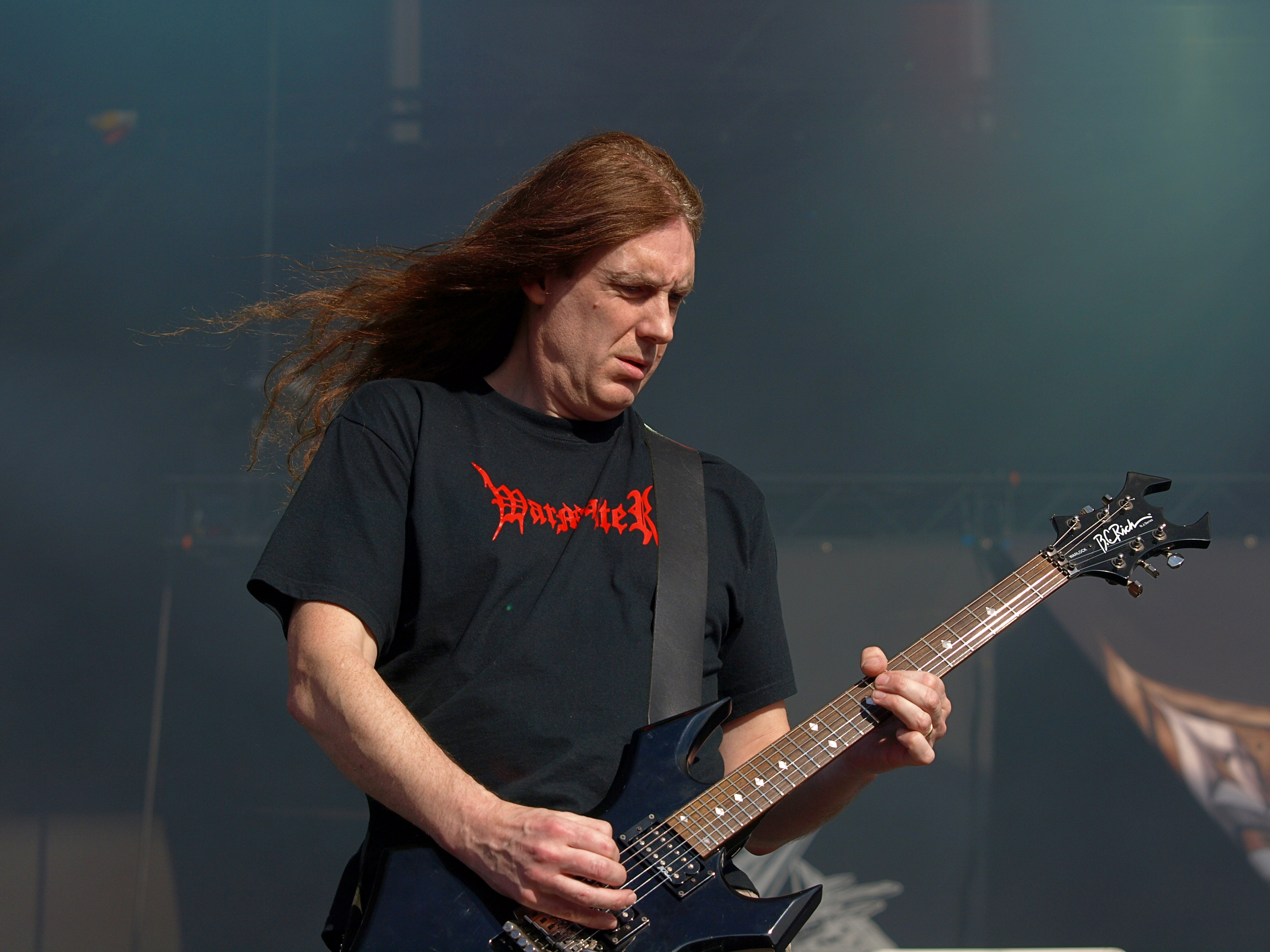
Barry Thomson
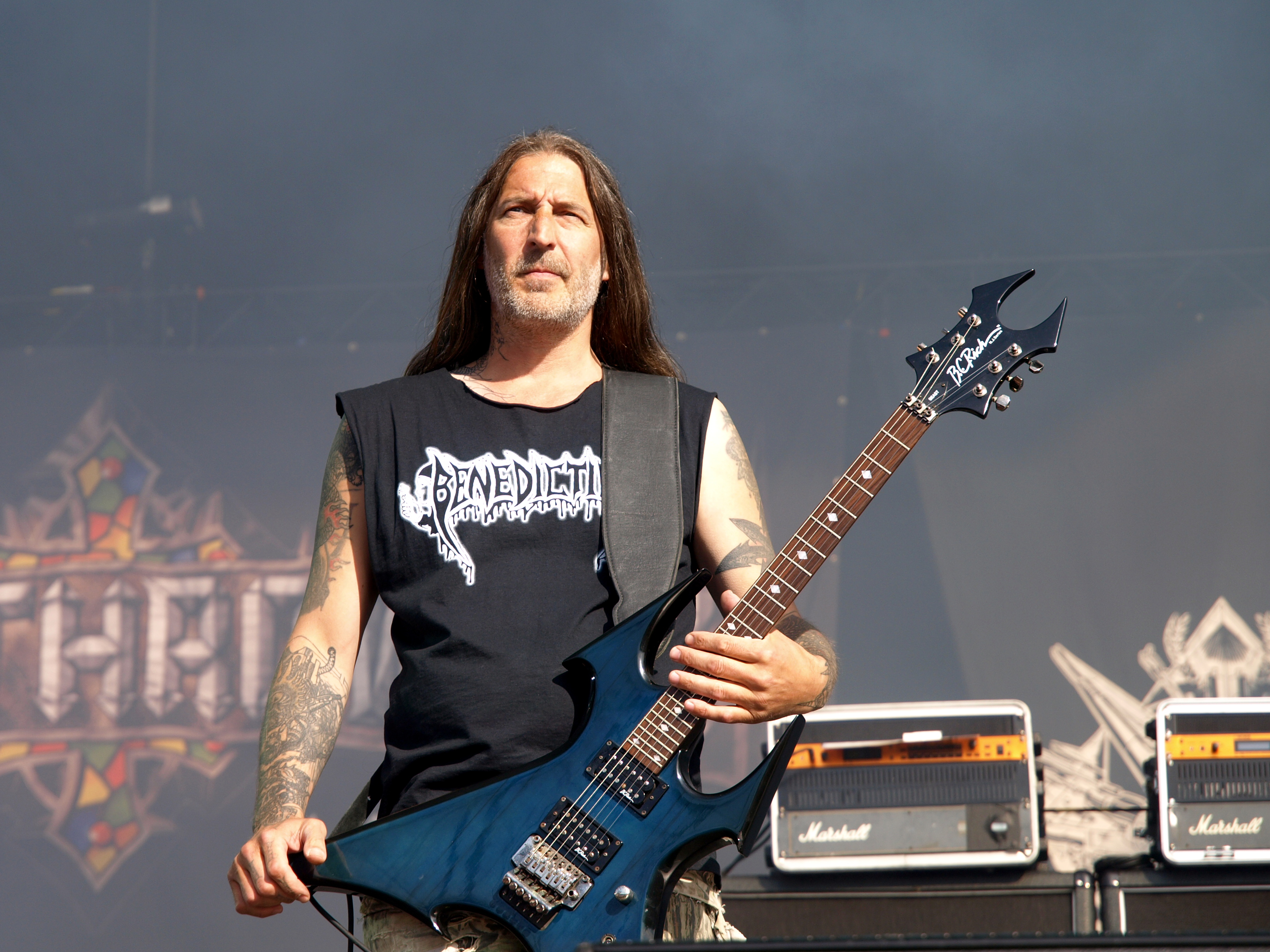
Gavin Ward
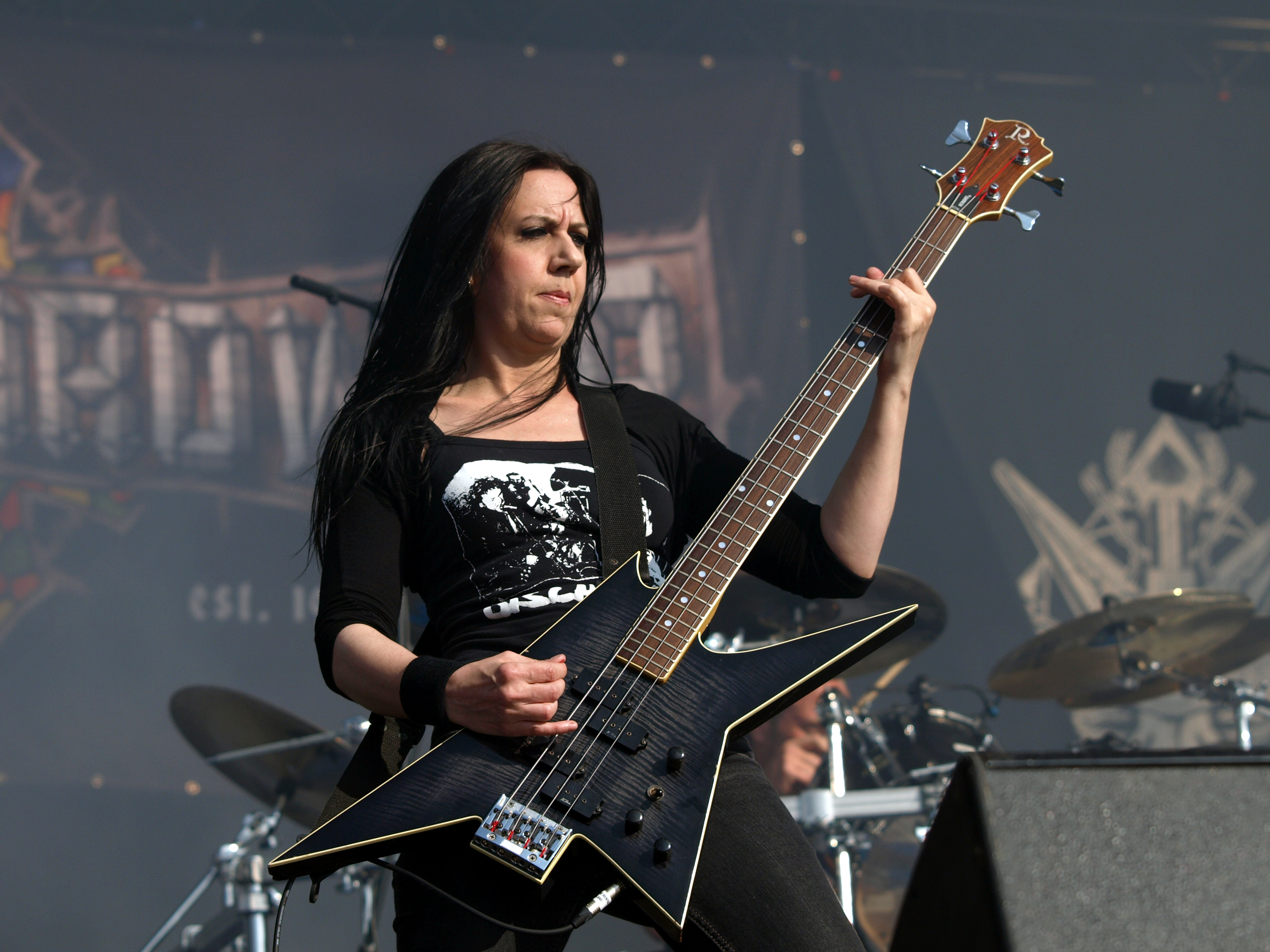
Jo Bench
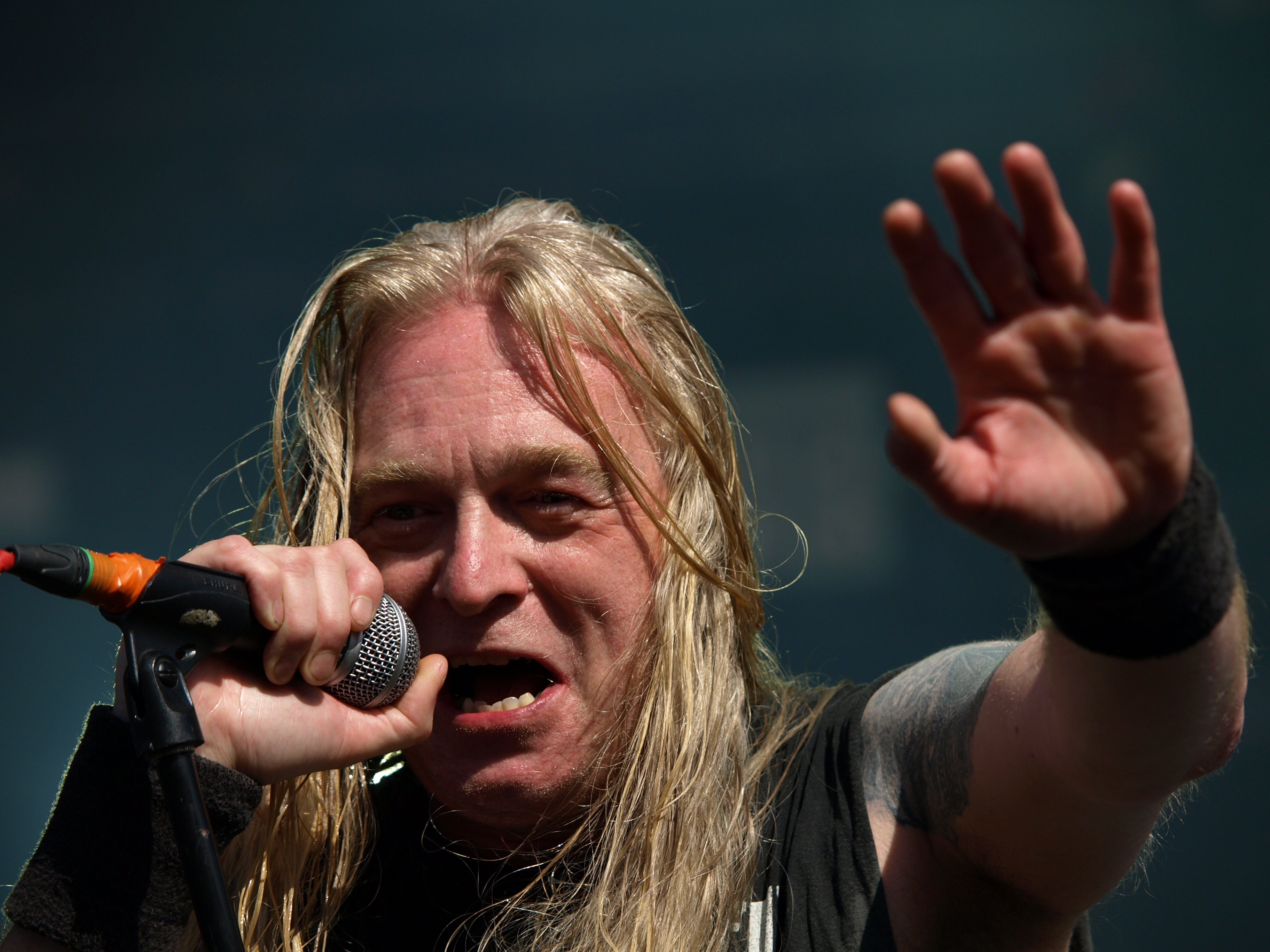
Karl Willetts
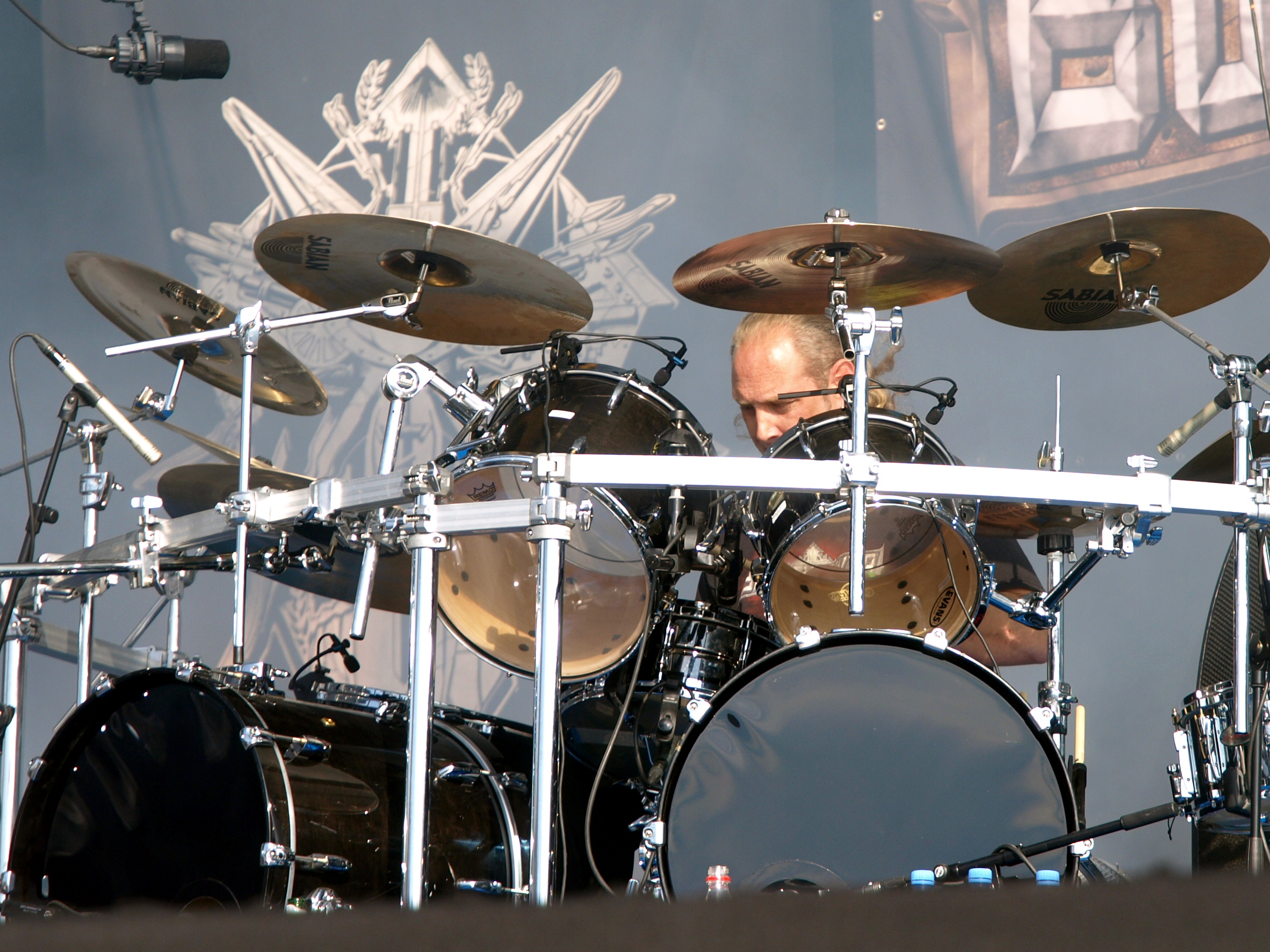
Martin Kearns

### Anciens membres
- Martin Kearns – batterie (1994–1997, 2000-2015)
- Andy Whale – batterie (1986–1994)
- Alan West – chant (1986–1988)
- Alex Tweedy – guitare basse (1987)
- Martin van Drunen – chant (1995–1997)
- Dave Ingram – chant (1997, 1998–2004)
- Alex Thomas – batterie (1997–1999)

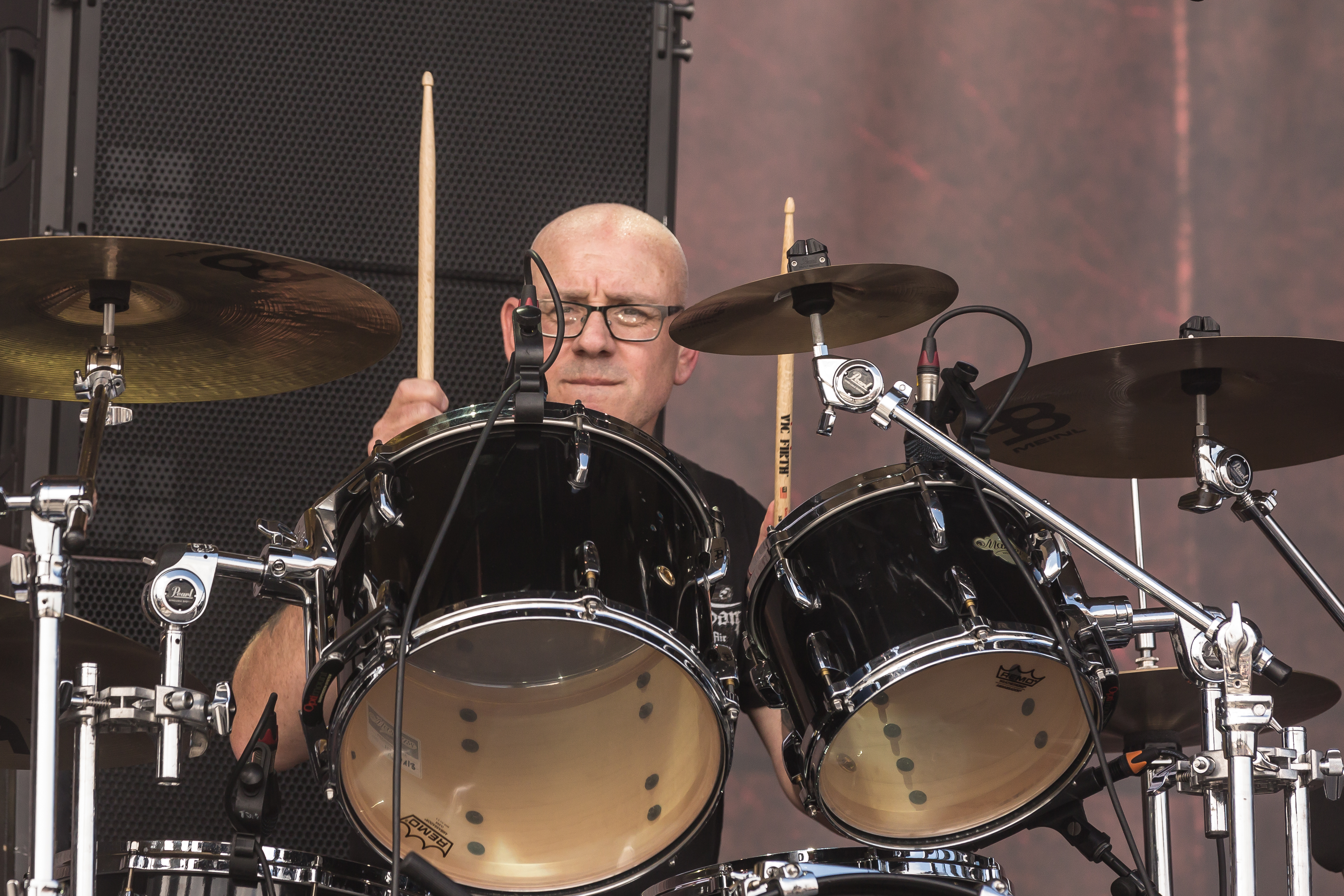
Andy Whale, batteur original de Bolt Thrower, sur scène avec Memoriam en 2017

## Discographie

### Albums studio
- 1988 : In Battle There Is No Law
- 1989 : Realm of Chaos
- 1991 : War Master
- 1992 : The IVth Crusade
- 1994 : …For Victory
- 1998 : Mercenary
- 2001 : Honour - Valour - Pride
- 2005 : Those Once Loyal

### Autres productions
- 1987 : In Battle There Is No Law (démo)
- 1987 : Concession of Pain (démo)
- 1991 : The Peel Sessions 1988-90
- 1991 : Cenotaph (EP)
- 1992 : CrazyCrow (EP)
- 1994 : War (live)
- 1998 : Who Dares Wins (compilation)